# Jardín Botánico de la Universidad de L'Aquila

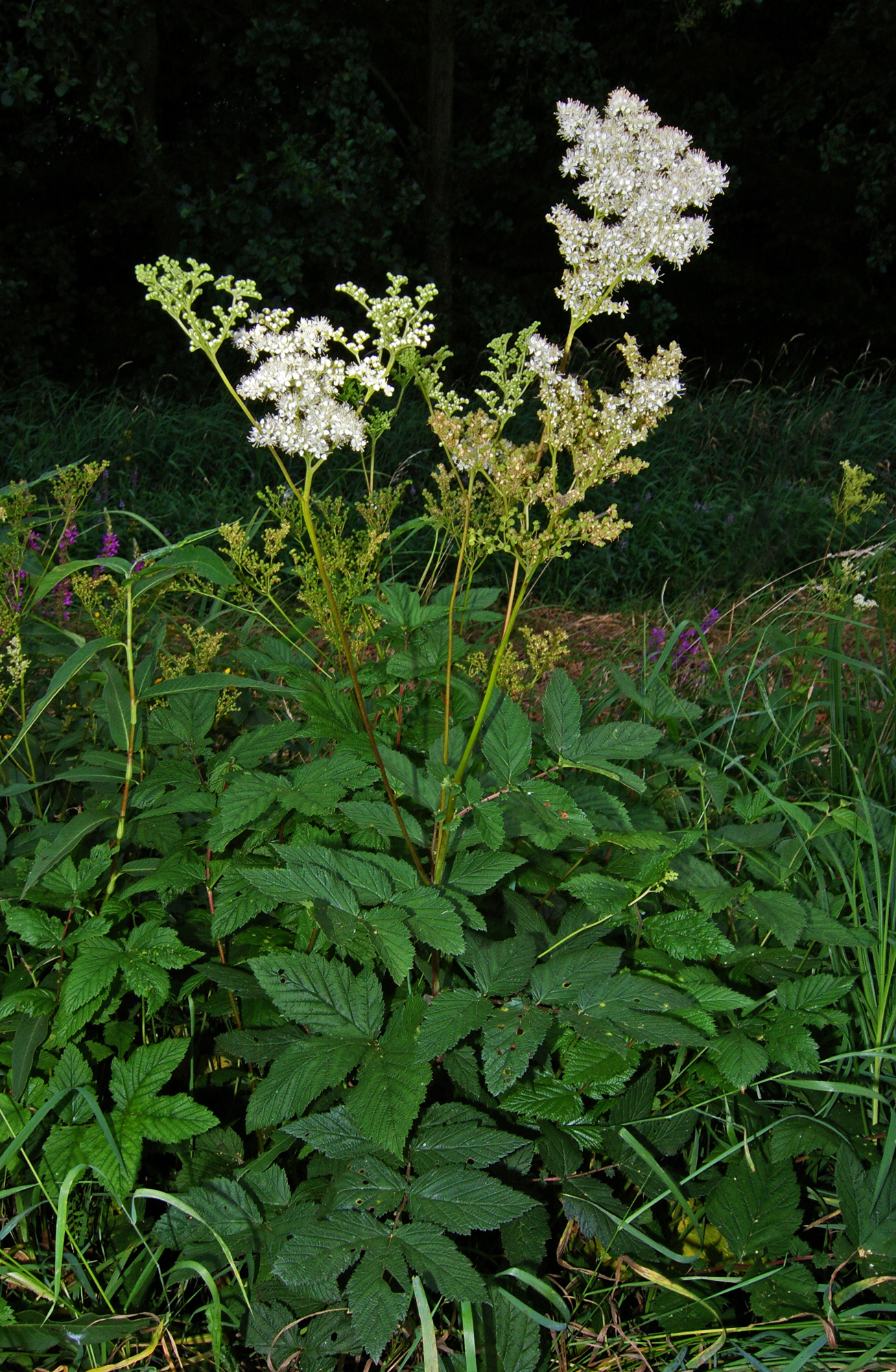
La floración del Filipendula ulmaria planta que se encuentra abundantemente en los Abruzo.

El Jardín Botánico de la Universidad de L'Aquila (en italiano: Orto Botanico dell'Università dell'Aquila) es un jardín botánico de 5,5 hectáreas de extensión, en L'Aquila, Italia. Su código de reconocimiento internacional como institución botánica, así como las siglas de su herbario es AQUI.

## Localización
Se ubica cerca de la "Basilica di Collemaggio" en el "Viale di Collemaggio".
Orto Botanico dell'Università dell'Aquila Piazza Annunziata l, I-67100 L'Aquila, Provincia de L'Aquila, Abruzo, Italia.42°23′13.9194″N 13°24′48.6″E / 42.387199833, 13.413500
Está abierto todos los días del año en horario de la universidad.

## Historia
El jardín botánico fue creado en 1967, y está administrado por la Universidad del L'Aquila, siendo un recinto de conservación de especies indígenas de la zona amenazada, así como un banco de germoplasma  que se utiliza en las investigaciones de la universidad.

## Colecciones
Alberga unas 460 especies de plantas, incluyendo muchas de las nativas de los Abruzo tal como Adonis flammea subsp. cortiana, Anchusa hybrida, Campanula cavolinii, Cerastium scarani, Dianthus ciliatus, y Linaria purpurea.
Además son dignas de mención:
Salvia sclarea, Atropa belladonna, Hesperis matronalis, Digitalis ferruginea, Lactuca virosa, Gentiana lutea, Ribes uva-crispa, Ribes multiflorum, Ribes idaeus, Glycine max, Crocus sativus, Lathyrus sativus, Allium sativum,